# برج أوشين هايتس
أوشين هايتس هو ناطحة سحاب تقع في مرسى دبي، يبلغ طول البرج 310 متر، وتحتوي على 83 طابق. و يضم 519 شقة مع 582 موقف سيارات. يقدر ارتفاعه ب1,017 قدم. ويحل المبنى في المرتبة 107 بين المباني في العالم من حيث الارتفاع، كما أنه يعتبر في المرتبة 24 بين أكبر المباني في الشرق الأوسط.
صمم المبنى شركة ايان بانهام وشركاؤه بشكل مميز ويطل على خور دبي ،بدأ العمل عليه عام 2007 وتم الانتهاء منه عام 2010.